# Miltonvale
Miltonvale is een plaats (city) in de Amerikaanse staat Kansas, en valt bestuurlijk gezien onder Cloud County.

## Demografie
Bij de volkstelling in 2000 werd het aantal inwoners vastgesteld op 523.
In 2006 is het aantal inwoners door het United States Census Bureau geschat op 478, een daling van 45 (-8,6%).

## Geografie
Volgens het United States Census Bureau beslaat de plaats een oppervlakte van
2,0 km², geheel bestaande uit land.

## Geboren
- Patrice Wymore (1926-2014), actrice

## Plaatsen in de nabije omgeving
De onderstaande figuur toont nabijgelegen plaatsen in een straal van 28 km rond Miltonvale.